# Campeonato de Segunda División 1935 (Argentina)
El Campeonato de Segunda División 1935 fue el segundo de la era profesional de la Segunda División de Argentina y el primero con la AFA unificada. En él participaron dieciséis primeros equipos de los veintitrés que disputaron campeonato de Primera División de AFAP de 1934, y las reservas de los dieciocho clubes de Primera División, por lo que fue considerado la quinta edición del Torneo de Reserva.
Estudiantes de La Plata II, reserva del conjunto de primera, se consagró campeón.

## Ascensos y descensos
| Pos. | Incorporados de Primera División de AFAP 1934 |
| ---- | --------------------------------------------- |
| 1.º  | Estudiantil Porteño                           |
| 2.º  | Banfield                                      |
| 3.º  | Defensores de Belgrano                        |
| 4.º  | Dock Sud                                      |
| 5.º  | El Porvenir                                   |
| 7.º  | Estudiantes                                   |
| 9.º  | Excursionistas                                |
| 11.º | Argentino de Quilmes                          |
| 12.º | Almagro                                       |
| 13.º | Colegiales                                    |
| 14.º | Nueva Chicago                                 |
| 15.º | Argentino (T)                                 |
| 16.º | All Boys                                      |
| 18.º | Barracas Central                              |
| 19.º | Barracas                                      |
| 22.º | Sportivo Buenos Aires                         |

| Pos. | Ascendidos a Primera División 1935 |
| ---- | ---------------------------------- |
| Prom | Quilmes                            |
| Prom | Tigre                              |

## Tabla de posiciones final
| Pos  | Equipo                 | Pts | PJ | G  | E  | P  | GF | GC | DIF |
| ---- | ---------------------- | --- | -- | -- | -- | -- | -- | -- | --- |
| 1.º  | Estudiantes LP II      | 58  | 33 | 17 | 6  | 7  | 89 | 50 | 39  |
| 2.º  | Independiente II       | 57  | 33 | 15 | 10 | 5  | 63 | 43 | 20  |
| 3.º  | River Plate II         | 53  | 33 | 17 | 5  | 8  | 75 | 50 | 25  |
| 4.º  | Boca Juniors II        | 52  | 33 | 16 | 5  | 9  | 66 | 49 | 17  |
| 5.º  | Chacarita Juniors II   | 49  | 33 | 15 | 6  | 9  | 81 | 51 | 30  |
| 6.º  | San Lorenzo II         | 48  | 33 | 16 | 3  | 11 | 76 | 71 | 5   |
| 7.º  | Gimnasia LP II         | 46  | 33 | 13 | 8  | 9  | 70 | 70 | 0   |
| 8.º  | Vélez Sarsfield II     | 46  | 33 | 10 | 7  | 13 | 77 | 81 | -4  |
| 9.º  | Ferrocarril Oeste II   | 45  | 33 | 9  | 8  | 13 | 67 | 69 | -2  |
| 10.º | Huracán II             | 45  | 33 | 10 | 6  | 14 | 48 | 69 | -21 |
| 11.º | Platense II            | 42  | 33 | 9  | 7  | 14 | 50 | 58 | -8  |
| 12.º | Atlanta II             | 38  | 33 | 9  | 7  | 14 | 71 | 83 | -12 |
| 13.º | Racing II              | 38  | 33 | 8  | 9  | 13 | 65 | 77 | -12 |
| 14.º | Defensores de Belgrano | 35  | 33 | 9  | 6  | 15 | 48 | 65 | -17 |
| 15.º | El Porvenir            | 30  | 33 | 8  | 6  | 16 | 56 | 87 | -31 |
| 16.° | Sportivo Barracas      | 29  | 33 | 7  | 5  | 18 | 51 | 80 | -29 |
| 17.º | Dock Sud               | 28  | 33 | 17 | 6  | 7  | 89 | 50 | 39  |
| 18.º | Tigre II               | 28  | 33 | 15 | 10 | 5  | 63 | 43 | 20  |
| 19.º | Almagro                | 27  | 33 | 17 | 5  | 8  | 75 | 50 | 25  |
| 20.º | Lanús II               | 26  | 33 | 16 | 5  | 9  | 66 | 49 | 17  |
| 21.º | Excursionistas         | 25  | 33 | 15 | 6  | 9  | 81 | 51 | 30  |
| 22.º | Estudiantil Porteño    | 25  | 33 | 16 | 3  | 11 | 76 | 71 | 5   |
| 23.º | All Boys               | 24  | 33 | 13 | 8  | 9  | 70 | 70 | 0   |
| 24.º | Nueva Chicago          | 24  | 33 | 10 | 7  | 13 | 77 | 81 | -4  |
| 25.º | Temperley              | 24  | 33 | 9  | 8  | 13 | 67 | 69 | -2  |
| 26.º | Colegiales             | 23  | 33 | 10 | 6  | 14 | 48 | 69 | -21 |
| 27.º | Argentinos Juniors II  | 23  | 33 | 9  | 7  | 14 | 50 | 58 | -8  |
| 28.º | Talleres II            | 22  | 33 | 9  | 7  | 14 | 71 | 83 | -12 |
| 29.º | Argentino Q            | 21  | 33 | 8  | 9  | 13 | 65 | 77 | -12 |
| 30.º | Banfield               | 18  | 33 | 9  | 6  | 15 | 48 | 65 | -17 |
| 31.º | Estudiantes (BA)       | 18  | 33 | 8  | 6  | 16 | 56 | 87 | -31 |
| 32°  | Quilmes II             | 18  | 33 | 7  | 5  | 18 | 51 | 80 | -29 |
| 33.º | Barracas Central       | 18  | 33 | 8  | 6  | 16 | 56 | 87 | -31 |
| 34.° | Sportivo Buenos Aires  | 16  | 33 | 7  | 5  | 18 | 51 | 80 | -29 |

|  |          |
|  | Campeón. |